# Bni Darkoul
Bni Darkoul (franska: Bni Darkoul (CR), Bni Darkoul (Commune Rurale), arabiska: بني سلمان) är en kommun i Marocko.   Den ligger i provinsen Chefchaouen och regionen Tanger-Tétouan-Al Hoceïma, i den nordöstra delen av landet, 190 km nordost om huvudstaden Rabat. Antalet invånare är 11 706.